# レベルズ (ラグビー)
メルボルン・レベルズ（英: Melbourne Rebels）は、かつてスーパーラグビー・パシフィックに参加していたオーストラリアのラグビーユニオンチーム。本拠地はメルボルンのAAMIパークにあった。

## 概要
ビクトリア州のラグビーユニオンクラブ所属の選手および契約選手から選抜・編成されるチーム。
チーム名の由来は、2007年に1回のみの開催となったオーストラリアラグビー選手権に参加したメルボルン・レベルズで、Respect・Excellence・Balance・Ethos・Leadershipの頭文字。

## 歴史
2011年創設。オーストラリアから5チーム目のスーパーラグビー参加となった。
1年目のシーズンは、元ワラビーズキャプテンのスターリング・モートロックをチームキャプテンとして招聘し、元ワラビーズのマーク・ジェラード、イングランドのダニー・シプリアーニ、ローリー・ウィークス、ウェールズのギャレス・デルヴ、ニュージーランドのグレッグ・サマーヴィル、ケヴィン・オニールなどがチームに加入した。
2013シーズンより日本代表の堀江翔太が、2014シーズンより同じく日本代表のマレ・サウが、また2015シーズンより同じく日本代表の稲垣啓太がチームに加入した。
2022年10月、ジャパンラグビーリーグワンの花園近鉄ライナーズと対戦するムロオ インターナショナルチャレンジマッチが東大阪市花園ラグビー場で開催された。
財政難のため、2024年シーズンをもって活動休止。2024年6月8日、プレーオフ準々決勝ハリケーンズ戦がラストゲームとなった。

## 成績

### スーパーラグビー戦績
| シーズン | 試合数 | 勝 | 分 | 敗 | 順位 | プレーオフ |
| -------- | ------ | -- | -- | -- | ---- | ---------- |
| 2011     | 16     | 3  | 0  | 13 | 15位 | ―          |
| 2012     | 16     | 4  | 0  | 12 | 13位 | ―          |
| 2013     | 16     | 5  | 0  | 11 | 12位 | ―          |
| 2014     | 16     | 4  | 0  | 12 | 15位 | ―          |
| 2015     | 16     | 7  | 0  | 9  | 10位 | ―          |
| 2016     | 15     | 7  | 0  | 8  | 12位 | ―          |
| 2017     | 15     | 1  | 1  | 13 | 18位 | ―          |
| 2018     | 16     | 7  | 0  | 9  | 9位  | ―          |
| 2019     | 16     | 7  | 0  | 9  | 11位 | ―          |
| 2020     | 8      | 4  | 1  | 3  | 3位  | 準決勝敗退 |
| 2021     | 8      | 3  | 0  | 5  | 4位  | ―          |
| 2022     | 14     | 4  | 0  | 10 | 10位 | ―          |
| 2023     | 14     | 4  | 0  | 10 | 11位 | ―          |
| 2024     | 14     | 5  | 0  | 9  | 8位  | ベスト8    |

注：全15チーム中の成績、2016年、2017年シーズンのみ全18チーム中の成績、2022年以降は全12チーム中の成績、2020年、2021年シーズンはスーパーラグビーAU全5チーム中の成績。

## スコッド
2023シーズンのスコッド（2023年1月現在）
| プロップ - アイザック・アエドウ・カイレア - ジャイデン・クリスティアン(Jaiden Christian) - カボース・エロッフ - ポネ・ファアマウシリ - マット・ギボン - キャメロン・オア - セミセ・タラカイ フッカー - テオ・フーリエ(Theo Fourie) - アレックス・マフィ - アナル・ランギ - ジョーダン・ウエレセ ロック - ジョシュ・カンハム - トレヴァ・ホゼア - マット・フィリップ - トゥアイナ・タイイ・トゥアリマ | フランカー/No.8 - リチャード・ハードウィック - ザック・ハフ(Zac Hough) - タマティ・イオアネ - ジョシュ・ケメニー - ロバート・レオタ - ダニエル・マイアヴァ - ブラッド・ウィルキン スクラムハーフ - ライアン・ローレンス - モーズ・ソロヴィ - ジェームズ・タットル フライハーフ - カーター・ゴードン - マッソン・ゴードン(Mason Gordon) - ニック・ユースト | センター - デイヴィット・フェリウアイ(David Feliuai) - スタシー・イリ - レブロン・ナエア(Lebron Naea) - レイ・ヌウ - ルーカス・リプリー - デイヴィット・バイフ(David Vaihu) ウイング - ラシー・アンダーソン - モンティ・イオアネ - アンドリュー・ケラウェイ - ジョー・ピンカス - グレン・バイフ - イリケナ・ブードゥゴ フルバック - リース・ホッジ |
| | | |
| 太字はキャップを持っている選手。 | | |

## 歴代所属選手
- ナイジェル・アーウォン
- 稲垣啓太
- ジェームズ・オコーナー
- 児玉健太郎
- マレ・サウ
- トビー・スミス
- ラディキ・サモ
- サム・ジェフリーズ
- ダニー・シプリアーニ
- クーパー・ブーナ
- ジェイク・シャッツ
- タウタラタシ・タシ
- 田村エムセン
- セミセ・タラカイ
- ジャック・デブレチェニ
- アフシパ・タウモエペアウ
- アダム・トムソン
- ララカイ・フォケティ
- アナル・ランギ
- ケイデン・ネヴィル
- ルーク・バージェス
- ロス・ハイレットペティ
- マイク・ハリス
- アンドリュー・ディーガン
- カートリー・ビール
- コルビー・ファインガア
- ジェームス・ハンソン
- スコット・ヒギンボザム
- ジャクソン・ガーデンバショップ
- テルサ・ベアイヌ
- ニック・フィップス
- ポール・アロエミール
- ジャレ・バトゥンブア
- ベン・ヴォラヴォラ
- スコット・フグリストーラー
- ブライス・ヘガティ
- モンティ・イオアネ
- シオネ・トゥイプロトゥ
- 堀江翔太
- アダム・コールマン
- ティレル・ロマックス
- ショーン・マクマーン
- 松島幸太朗
- マリー・ダグラス
- アマナキ・レレィ・マフィ
- サマ・マロロ
- ロペティ・ティマニ
- トム・モロニー
- ヘンリー・ハッチソン
- ロイド・ヨハンソン
- アナル・ランギ
- マイケル・ストーバーク
- リチャード・ハードウィック
- ルアーン・スミス
- エセイ・ハアンガナ
- セミシ・トゥポウ
- イジ・ナイサラニ
- フランク・ロマニ
- マリカ・コロインベテ
- ルイス・ホラード
- キャンベル・マグネイ
- ジェームス・ハンソン
- エフィ・マアフ
- ロス・ハイレットペティ
- マット・トゥームア
- マシュー・フィリップ